# Pirapitinga
Pirapitinga (Piaractus brachypomus) – gatunek słodkowodnej ryby z rodziny piraniowatych (Serrasalmidae).

## Charakterystyka
Dorasta do 70–80 cm długości. Żywi się owadami i roślinami. W środowisku naturalnym (Amazonka i Orinoko) ma niewielkie znaczenie w gospodarce człowieka. W 2002 w Polsce odnotowano pojawienie się kilku osobników w okolicy Szczecina, we Wrocławiu i Jelczu-Laskowicach. Została uznana za gatunek obcy (zawleczony) w Polsce.